# U-84 (1941)
U-84 — средняя немецкая подводная лодка типа VIIB времён Второй мировой войны.

## История
Заказ на постройку субмарины был отдан 9 июня 1938 года. Лодка была заложена 9 ноября 1939 года на верфи Флендер-Верке, Любек, под строительным номером 280, спущена на воду 26 февраля 1941 года. Лодка вошла в строй 29 апреля 1941 года под командованием оберлейтенанта Хорста Апхоффа.

### Флотилии
- 29 апреля 1941 года — 31 августа 1941 года — 1-я флотилия (учебная)
- 1 сентября 1941 года — 7 августа 1943 года — 1-я флотилия

### История службы
Лодка совершила 8 боевых походов. Потопила 6 судов суммарным водоизмещением 29 905 брт и повредила одно судно водоизмещением 7 176 брт.
Потоплена 7 августа (17 августа?) 1943 года в северной Атлантике, в районе с координатами 27°55′ с. ш. 68°03′ з. д. самонаводящейся торпедой Mark 24 с американского самолёта типа «Либерейтор». 46 погибших (весь экипаж).
До февраля 2002 года историки считали, что лодка была потоплена 24 августа 1943 года в центре северной Атлантики, в районе с координатами 27°09′ с. ш. 37°03′ з. д. торпедами с самолётов из авиагруппы эскортного авианосца USS Core, однако U-84 было приказано 18 августа получить топливо с U-760 в районе с координатами 37°00′ с. ш. 44°30′ з. д., то есть в более чем 600 милях от места атаки самолётов с USS Core.

### Волчьи стаи
U-84 входила в состав следующих «волчьих стай»:
- Endrass 12 июня — 21 июня 1942
- Panther 8 октября — 14 октября 1942
- Veilchen 24 октября — 6 ноября 1942
- Sturmbock 21 февраля — 25 февраля 1943
- Wildfang 25 февраля — 7 марта 1943
- Raubgraf 7 марта — 20 марта 1943
- Seewolf 25 марта — 30 марта 1943
- Adler 7 апреля — 12 апреля 1943
- Meise 20 апреля — 27 апреля 1943

## Потопленные суда
| Дата                  | Тип                          | Принадлежность | Дата           | Тоннаж (БРТ) | Груз | Судьба    | Место                     |
| Nemanja               | грузовое судно               | Югославия      | 8 апреля 1942  | 5 226        | 7207 тонн сахара | потоплен  | 40°30′ с. ш. 64°50′ з. д. |
| Chenango              | грузовое судно               | Панама         | 21 апреля 1942 | 3 014        | марганцевая руда | потоплен  | 35°25′ с. ш. 74°55′ з. д. |
| Torvanger             | грузовое судно               | Норвегия       | 23 июня 1942   | 6 568        | 8000 тонн военных материалов, генеральный груз, состоящий из танков, боеприпасов, пива и разобранных планеров на верхней палубе | потоплен  | 39°40′ с. ш. 41°30′ з. д. |
| Andrew Jackson        | грузовое судно               | США            | 13 июля 1942   | 5 990        | в балласте | потоплен  | 23°32′ с. ш. 81°02′ з. д. |
| Baja California       | грузовое судно               | Гондурас       | 19 июля 1942   | 1 648        | военные материалы | потоплен  | 25°14′ с. ш. 82°27′ з. д. |
| William Cullen Bryant | грузовое судно (тип Liberty) | США            | 21 июля 1942   | 7 176        | 10926 тонн нерафинированного сахара                                                                                             | поврежден | 24°08′ с. ш. 82°23′ з. д. |
| Empire Sunrise        | грузовое судно               | Великобритания | 2 ноября 1942  | 7 459        | 10000 тонн стали и леса | потоплен  | 51°50′ с. ш. 46°25′ з. д. |